# Louis Trousselier
Louis Trousselier (ur. 29 czerwca 1881 w Paryżu, zm. 24 kwietnia 1939 tamże) – francuski kolarz szosowy.
Na Letnich Igrzyskach Olimpijskich 1900 w Paryżu zdobył brązowy medal w wyścigu punktowym.
Rok 1905 był dla Trou-Trou - taki nosił przydomek - rokiem największych sukcesów. Nigdy wcześniej żaden kolarz nie odniósł tyle sukcesów w ciągu jednego sezonu. Poza Tour de France (z pięcioma wygranymi etapami), wygrał też Paryż-Roubaix, Paryż-Valenciennes, Bordeaux-Paryż oraz Bruksela-Roubaix.
Aż do końca swojej kariery w 1914 Trousselier nie potrafił już nawiązać do sukcesów z 1905 roku.

## Trou-Trouna Tour de France
- Tour 1905: 1. miejsce (5 zwycięstw etapowych)
- Tour 1906: 3. miejsce (4 etapy)
- Tour 1907: nie ukończył (1 etap)
- Tour 1908: nie ukończył
- Tour 1909: 8. miejsce (1 etap)
- Tour 1910: nie ukończył (1 etap)
- Tour 1911: nie ukończył
- Tour 1913: 11. miejsce
- Tour 1914: 38. miejsce